# Première bataille d'Al Faw
Ne doit pas être confondu avec Bataille d'Al Faw.
Guerre Iran-Irak
Batailles
- Opération Kaman 99
- Bataille de Khorramchahr
- Siège d'Abadan
- Opération Morvarid

- Bataille de Nasr
- Attaque sur H-3

- Opération Samen-ol-A'emeh
- Victoire Indéniable
- Beit ol-Moqaddas
- Ramadan

- Opération Anfal
- Valfajr 2
- Valfajr 6
- Badr
- 1re bataille d'Al Faw
- Kerbala 5 et 6
- Nasr 4

- Opération Nous nous en remettons à Dieu
- Opération Mersad

- Opération Sugar
- Opération Earnest Will
- Opération Prime Chance
- Opération Eager Glacier
- Incident de Bridgeton
- Opération Praying Mantis

- Opération Opéra (raid israélien)
- Incident de l’USS Stark
- Vol Iran Air 655

La première bataille d'Al Faw (opération Valfajr 8, Aube 8) est livrée le 11 février 1986 pendant la guerre Iran-Irak. Les Iraniens lancent une attaque surprise contre les troupes irakiennes défendant la péninsule. La défense de la région relevait principalement de conscrits de l'armée populaire irakienne, mal équipées leurs positions s'écroulent lorsqu'elles sont soudainement attaquées par les Pasdaran.

## L'offensive iranienne
Le 9 février 1986, l'Iran lance une vaste offensive avec 100 000 soldats organisés en 5 divisions, auxquels s'ajoutent 50 000 Pasdaran et Basij. Contrairement aux précédentes offensives, celle-ci a été préparée par des officiers vétérans qui ont commencé leur carrière sous le Chah. Une attaque de diversion est menée contre Bassora tandis que le gros de l'offensive se porte sur la péninsule d'Al Faw, qui tombe après 24 heures de combats. 
Les Iraniens lancent un assaut amphibie de nuit et débarquent par canot pneumatique. Après avoir pris la péninsule, les Iraniens construisent un pont flottant et établissent des positions défensives afin de dissuader les Irakiens de contre-attaquer.

## La contre-offensive irakienne
Le 12 février, les Irakiens lancent une contre-offensive afin de tenter de reprendre la péninsule d'Al Faw, qui est un échec après une semaine d'intenses combats. L'arme régulière est alors en pleine débâcle sur le front, ce qui oblige le régime irakien à mobiliser la Garde Républicaine, pour repousser l'armée iranienne. Saddam Hussein envoie l'un de ses meilleurs généraux, Maher Abd al-Rashid, et 20 000 soldats de la garde républicaine pour lancer une nouvelle contre-offensive le 24 février. Les Irakiens perdent 10 000 hommes tandis que les Iraniens perdent 30 000 hommes en l'espace de quatre jours d'affrontements. Les contre-offensives irakiennes étaient soutenues par des hélicoptères de combat et par des frappes aériennes menées par la force aérienne irakienne. Malgré cet avantage non négligeable et l'utilisation à outrance d'armes chimique, la péninsule reste aux mains des Iraniens.

## Conséquences
La chute d'Al Faw et l'échec des contre-offensives irakiennes sont un coup dur pour le régime baasiste irakien et conduit à des craintes chez les pays du Golfe que l'Iran pourrait gagner la guerre. Le Koweït en particulier se sent menacé par les troupes iraniennes, présentes seulement à 16 kilomètres de son territoire, et a augmenté par conséquent son soutien à l'Irak. Les Irakiens reprennent la péninsule d'Al Faw lors de l'opération En Dieu nous Croyons (Tawakalna ala Allah) en avril 1988.